# Товака бурогуза
Товака бурогуза (Chamaeza campanisona) — вид горобцеподібних птахів родини мурахоловових (Formicariidae).

## Поширення
Вид поширений в Південній Америці. Трапляється в Суринамі, Венесуелі, Колумбії, Еквадорі, Перу, Болівії, на півдні та сході Бразилії, сході Парагваю та півночі Аргентини. Живе у тропічних та субтропічних дощових лісах.

## Опис
Птах завдовжки 19-20 см, вагою 64—112 г. Тіло міцне з короткими закругленими крилами, довгими і сильними ніжками і коротким квадратним хвостом. Спина, крила, боки та хвіст темно-коричневі. Голова каштанова з білими смугами на бровах, щоках та горлі. Груди та черево білого з коричневими смугами. Підхвістя коричнево-жовтого забарвлення.

## Спосіб життя
Мешкає у вологих лісах з густим підліском. Трапляється поодинці або парами. Більшу частину дня проводить на землі, шукаючи поживу, рухаючись досить повільно і обережно, готовий сховатися в гущавині підліску за найменшої небезпеки. Живиться комахами та іншими дрібними безхребетними. Репродуктивний сезон пов'язаний з початком сезону дощів, що триває з травня по липень на півночі ареалу та з вересня по грудень на півдні. Самиця будує гніздо у дуплах дерев. У гнізді 2 білих яйця. Насиджує самиця. Інкубація триває 19 днів. Під час інкубації яйця набувають зеленуватого відтінку, через розкладання листя, яким встелене гніздо. Обидва батьки піклуються про пташенят. Молодь починає вчитися літати через три тижні після вилуплення.